# Vlag van Turkije
De vlag van Turkije (Turks: Türk bayrağı) bestaat uit een witte wassende maan en een eveneens witte ster in een rood veld. Hoewel het symbool nu een erkend symbool van de islam is, heeft het geen religieuze betekenis op de Turkse vlag. De vlag is sinds de stichting van Turkije als nationale vlag in gebruik en was daarvoor (in een enigszins verschillend ontwerp) de vlag van het Ottomaanse Rijk. De vlag wordt vaak "de rode vlag" (al bayrak) genoemd en wordt in het Turkse volkslied "de rode vaandel" (al sancak) genoemd.
De vlag werd door de Turkse Republiek pas op 29 mei 1936 vastgelegd, waarna men in de jaren erna aanvullende wetgeving aannam.

## Ontwerp
Onderstaande ontwerpspecificaties zijn vastgelegd in de Turkse wetgeving.
| Letter            | Element | Waarde                   |
| ----------------- | --- | ------------------------ |
| {\displaystyle G} | Hoogte | Vrij definieerbaar       |
| {\displaystyle L} | Breedte (lengte) | {\displaystyle 1,5*G}    |
| {\displaystyle A} | Afstand van het midden van de maan (als de gehele maan door de zon verlicht zou zijn) tot de hijszijde van de vlag                                                                | {\displaystyle 0{,}5*G}  |
| {\displaystyle B} | Diameter van de omtrek van de ster | {\displaystyle 0{,}25*G} |
| {\displaystyle C} | Afstand tussen het midden van de maan (als de gehele maan door de zon verlicht zou zijn) en het midden van het niet door de zon verlichte deel                                    | {\displaystyle (1/16)*G} |
| {\displaystyle D} | Diameter van het niet door de zon verlichte deel van de maan | {\displaystyle 0{,}4*G}  |
| {\displaystyle E} | Afstand van de omtrek van de ster tot het linkerpunt van het niet door de zon verlichte deel van de maan (in werkelijkheid hanteert men vaak een E van {\displaystyle 0.34875*G}) | {\displaystyle (1/3)*G}  |
| {\displaystyle F} | Diameter van de buitenkant van de maan | {\displaystyle 0{,}5*G}  |
| {\displaystyle M} | Breedte van de witte band | {\displaystyle (1/30)*G} |

## Geschiedenis

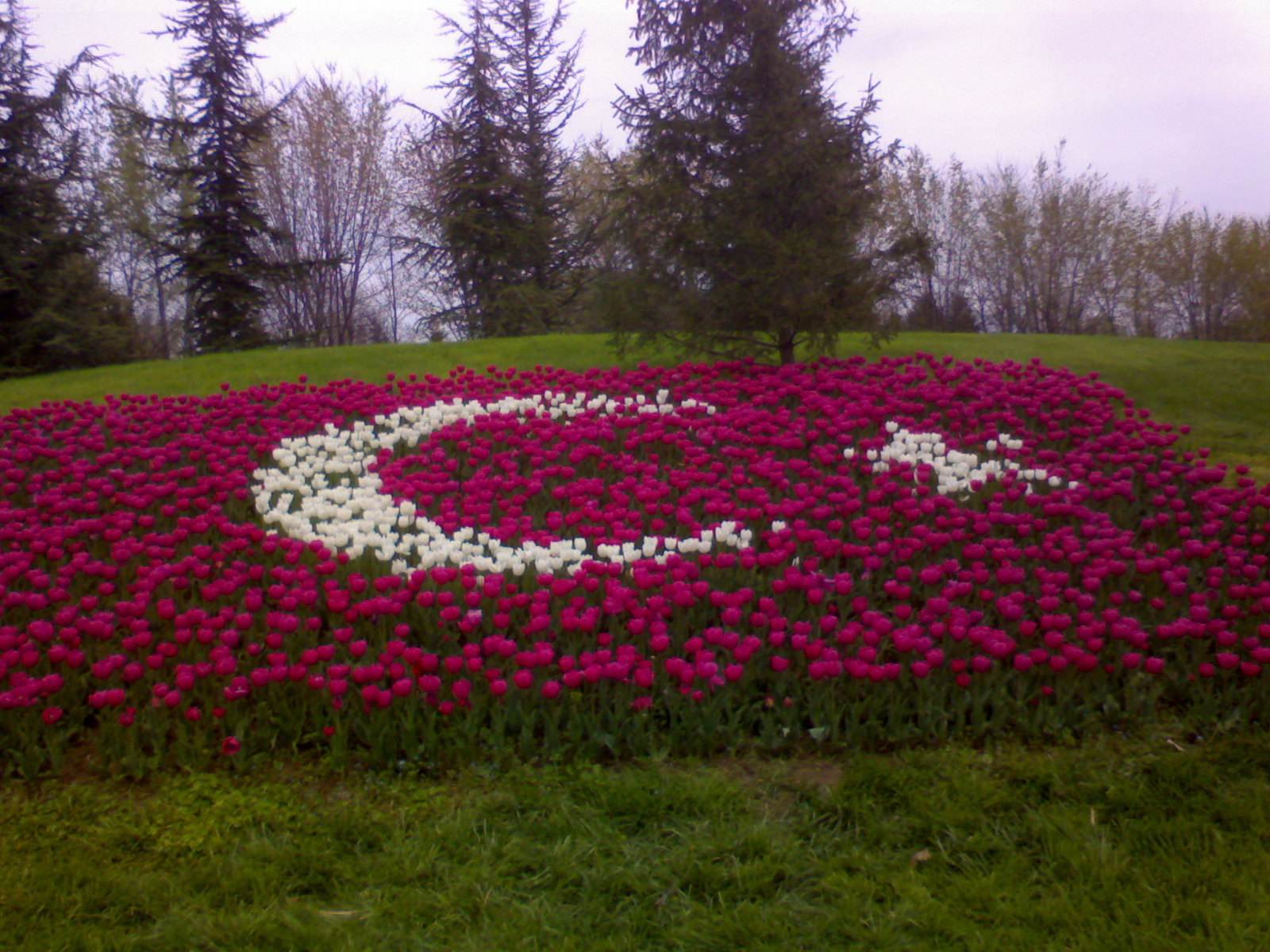
Turkse vlag gevormd door bloemen

Het ontwerp van de Turkse vlag is een directe overname van de vlag van het Ottomaanse Rijk, die in 1844 zijn uiteindelijke vorm kreeg. De Ottomanen gebruikten al sinds de 14e eeuw rode driehoekige vlaggen. In de eeuwen daarna zouden ze steeds meer rechthoekig worden uitgevoerd.
Na de Val van Constantinopel in 1453 verscheen er steeds vaker een gouden halve maan op het rode doek. Soms was de halve maan wit. De schilder Jheronimus Bosch (circa 1450-1516) plaatste enkele keren Ottomaanse vlaggen op zijn schilderijen, zoals op Ecce Homo. Deze vlaggen bestonden uit een rood doek met daarop een witte halve maan.
De halve maan was een oud Grieks en Byzantijns symbool. Hoewel dit een belangrijke reden was om het symbool in te voeren (Mehmet II beweerde door de verovering van Constantinopel Romeins keizer te zijn), was het niet de enige reden. Sommige pre-islamitische Turkse clans en koninkrijkjes gebruikten de halve maan al als heilig symbool. De halve maan was populair in Perzië, waar destijds veel niet-Byzantijnse cultuur vandaan kwam. Ook leek het symbool sterk op de tamga van de Kayıhanstam. De halve maan was dus een krachtig symbool van de verbinding die het Ottomaanse Rijk wilde vormen tussen het verleden en de toekomst.
Tijdens de eindperiode van het Ottomaanse Rijk werd rood gezien als de kleur van de seculiere overheid, terwijl de daarvan niet direct gescheiden religieuze instituties de islamitische kleur groen gebruikten. Pas in 1844 werd een officiële nationale vlag aangenomen, gebaseerd op de marinevlag van het Ottomaanse Rijk (de achtpuntige ster werd vervangen door een vijfpuntige).